# Быстрицкий, Яша
Яша Быстрицкий (пол. Jan Jacob Bistritzky, ивр. יעקב ביסטריצקי‎; 1920 — 2008) — польский и израильский музыкальный продюсер.
На протяжении многих лет директор Международного конкурса пианистов имени Шопена в Варшаве; как представитель конкурса был в числе соучредителей Всемирной федерации международных музыкальных конкурсов (1957). Основатель (1973) и до 2004 г. бессменный директор Международного конкурса пианистов имени Артура Рубинштейна в Израиле, а также учреждённого для его проведения фонда; сообщается, что Быстрицкому благодаря дружеским отношениям с Рубинштейном удалось уговорить пианиста, выступавшего против исполнительских конкурсов вообще, учредить прижизненный конкурс своего имени. В дальнейшем Быстрицкому принадлежала и инициатива учреждения в Польше различных музыкальных проектов, посвящённых памяти Рубинштейна.
По утверждению А. Варгафтика, брат актрисы Элины Быстрицкой.